# Es kommt ein Schiff, geladen

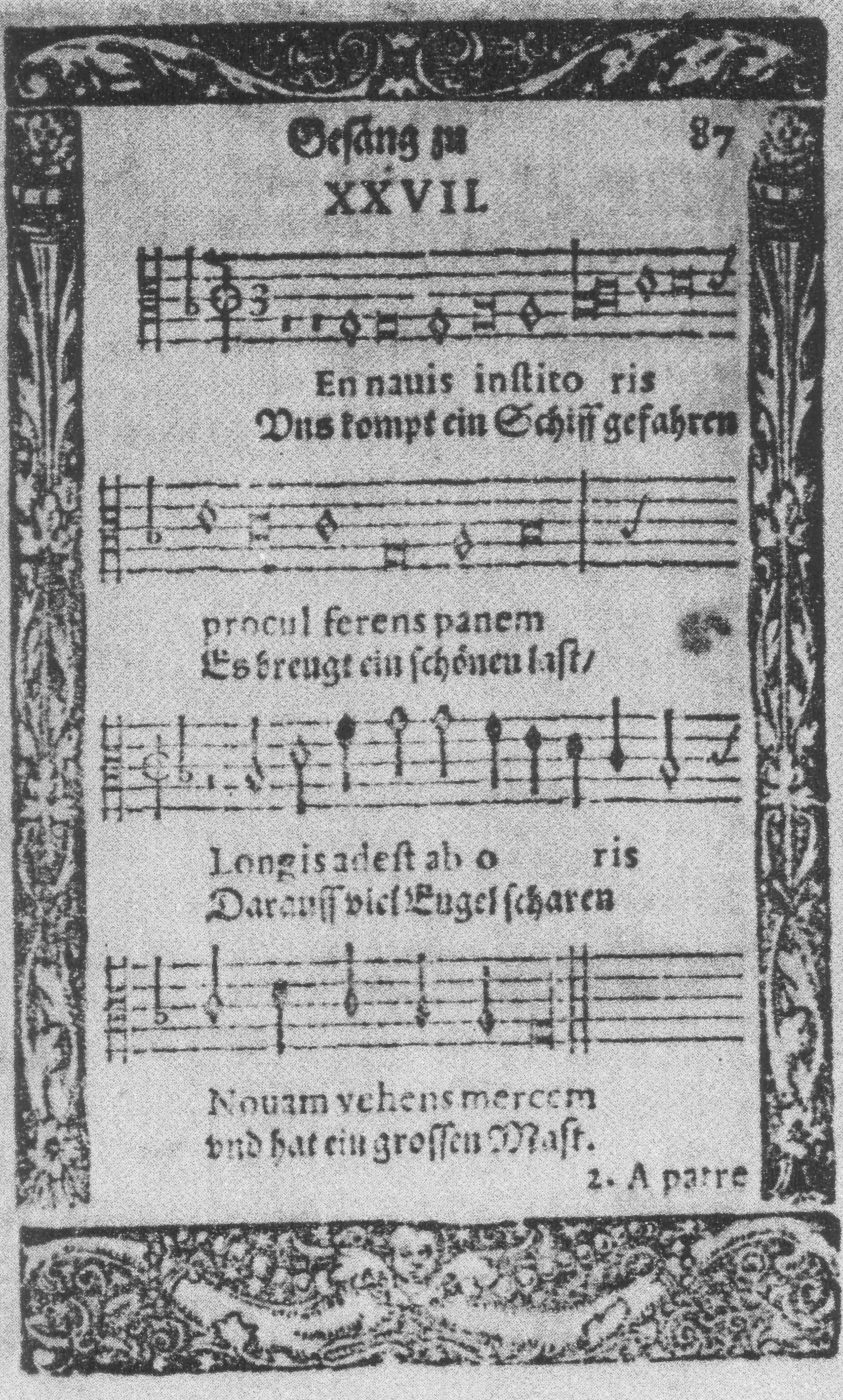
Uns kompt ein Schiff gefahren, Andernacher Gesangbuch, Köln 1608, mit dem frühesten Nachweis der Melodie

 Es kommt ein Schiff, geladen ist ein adventlicher Choral, der zu den ältesten deutschsprachigen geistlichen Gesängen gehört. Die Melodie zu dem wohl aus dem Elsass stammenden, in der ersten Hälfte des 15. Jahrhunderts aufgezeichneten, Text ist 1608 im Andernacher Gesangbuch erstmals greifbar.

## Text
1. Es kommt ein Schiff, geladen

bis an sein’ höchsten Bord,

trägt Gottes Sohn voll Gnaden,

des Vaters ewigs Wort.

2. Das Schiff geht still im Triebe,

es trägt ein teure Last;

das Segel ist die Liebe,

der Heilig Geist der Mast.

3. Der Anker haft’ auf Erden,

da ist das Schiff am Land.

Das Wort will Fleisch uns werden,

der Sohn ist uns gesandt.

4. Zu Bethlehem geboren

im Stall ein Kindelein,

gibt sich für uns verloren;

gelobet muß es sein.

5. Und wer dies Kind mit Freuden

umfangen, küssen will,

muß vorher mit ihm leiden

groß Pein und Marter viel,

6. danach mit ihm auch sterben

und geistlich auferstehn,

das ewig Leben erben,

wie an ihm ist geschehn.

7. Maria, Gottes Mutter,

gelobet musst du sein. 

Jesus ist unser Bruder, 

das liebe Kindelein.

## Zur Textgestalt
Aufgrund der ältesten erhaltenen Textquelle, einer vor 1450 in dem Straßburger Dominikanerinnenkloster St. Nicolaus in undis entstandenen Handschrift eines Marienliedes, wird der Text dieses Liedes gern dem Mystiker Johannes Tauler zugeschrieben, der in jenem Kloster verkehrte. Dabei wird auf den angeblich für Tauler charakteristischen Gebrauch des Wortes enphohet (‚empfängt‘) verwiesen.
In typisch mittelalterlicher Allegorese wird in Aufnahme biblischer Motive die schwangere Maria mit einem beladenen Schiff verglichen. Aus Taulers Gedankengut geht andererseits hervor, dass das Schiff als Sinnbild des gemuete, der Seele fungiert. In Bewegung gesetzt wird das Schiff durch Segel (= Liebe) und Mast (= Heiliger Geist). 
Die älteste Überlieferung der Melodie ist im Andernacher Gesangbuch (1608) enthalten. Das Lied ist dort zweisprachig unter dem Titel Uns kompt ein Schiff gefahren sowie dem lateinischen En navis institoris (vergleiche Spr 31,14 : Facta et quasi navis institoris, de longe portans panem suum.) zu finden.
In Daniel Sudermanns (1550–1631) Straßburger Gesangbuch (1626) wurde das Lied unter dem Titel Es kompt ein Schiff geladen publiziert. Der evangelische Sudermann nahm es unter der Überschrift Ein uraltes Gesang, so unter deß Herrn Tauleri Schrifften funden, etwas verständlicher gemacht: Im Thon, Es wolt ein Jäger jagen wol in des Himmels Thron in seine Sammlung auf und fügte die Motive Bethlehem und Stall (v. 4) hinzu. Volker Leppin schreibt Sudermann, der Taulers Schriften im protestantischen Bereich bekannt zu machen versuchte, auch die ersten Strophen zu.
Mitte des 19. Jahrhunderts taucht es unter der Liednummer 24 im Gesangbuch Lateinische Hymnen und Gesänge aus dem Mittelalter, deutsch, unter Beibehaltung der Versmaße. Mit beigedrucktem lateinischem Urtexte auf. Die erste Strophe hat lateinisch und deutsch die folgenden beiden Textformen:
En, navis institoris,

Procul ferens panem,

Longis adest ab oris,

Novam vehens mercem.
Ein Schifflein kommt gezogen

Mit Brod von fernem Strand,

Und trägt uns durch die Wogen

Gar neue Last an Land.
Im Band 3 des Deutschen Liederhortes von 1894 taucht es als Weihnachtslied mit der heute gängigen Melodie auf:
Uns kommt ein Schiff gefahren,

es bringt ein schöne Last,

darauf viel Engelscharen,

und hat ein großen Mast.
Ab 1899 (Friedrich Spitta) fand das Lied wieder Eingang in den Gebrauch im Gottesdienst (EG 8; FL 191; MG 245). In der römisch-katholischen Kirche erscheint es ergänzt um die siebte Strophe, „Maria Gottes Mutter / gelobet musst du sein. / Jesus ist unser Bruder, / das liebe Kindelein“ (GLalt 114). In die Neuausgabe des Gotteslobs von 2013 wurde das Lied ohne Marienstrophe aufgenommen und anstelle der Rubrik „Advent“ an erster Stelle in die Rubrik „Weihnachten“ eingeordnet (GLneu 236).
Der heutige Text ist letztendlich eine Version des 20. Jahrhunderts aus drei Teilen:
- der Taulerschen (Strophen 1 bis 3) aus dem 14. Jahrhundert,
- der Sudermannschen (Strophen 5 und 6)
- sowie der Marienstrophe aus dem 17. Jahrhundert.

Weitere Text- und Strophenvarianten auf Deutsch, Latein und in verschiedenen Übersetzungen sind weit verbreitet.

## Melodie
Die Melodie weist eine in älteren Kirchenliedern nur äußerst selten anzutreffende rhythmische Besonderheit auf: Die beiden ersten Zeilen stehen im 6/4-Takt, die beiden letzten im 4/4-Takt. Dieser metrischen Zweiteilung entspricht eine tonale. Der erste Teil startet vom Grundton d1 in Dorisch und wendet sich mit dem Schluss der zweiten Textzeile nach f1. Der zweite Teil bewegt sich zunächst von f1 ausgehend in der lydischen Tonart – die hier, wie bei abfallenden Tonfolgen üblich, in der Variante mit b molle (statt b durum) auftritt – und findet am Ende der vierten Zeile zur dorischen Finalis d1 zurück. Damit hat es eine deutliche melodische Verwandtschaft zum mittelalterlichen Advents-Introitus Rorate und dessen Kontrafaktur O Heiland, reiß die Himmel auf.
Betrachtet man die Melodie nicht im Hinblick auf die Kirchentonarten, sondern auf den von Glareanus 1547 eingeführten Dodekachordon, so kann man die Tonartenkombination dorisch beziehungsweise lydisch in der hier verwendeten Variante auch als Transpositionstufen von äolisch beziehungsweise ionisch verstehen. Im später aufkommenden und heute noch gebräuchlichen Dur-Moll-System würde man von d-Moll und F-Dur sprechen.
Die metrisch-tonale Zweiteilung des Liedes wurde vielfach dahingehend gedeutet, dass sich in ihr die inhaltliche Zweiteilung der ersten drei Strophen widerspiegelt. In der ersten Strophenhälfte wird jeweils eine Metapher vorgestellt, deren geistliche Bedeutung in der zweiten Hälfte erläutert wird. So erscheint etwa in der ersten Hälfte der ersten Strophe das Bild eines vollbeladenen Schiffes, dessen Ladung in der zweiten Strophenhälfte als „Gottes Sohn“ eine übertragene Bedeutung erhält.
c.f. = cantus firmus

## Bearbeitungen (Auswahl)
- Max Reger: Es kommt ein Schiff geladen für Chor a cappella aus: Zwölf deutsche geistliche Gesänge WoO VI/13, Nr. 2, 1899[11]
- Heinrich Weinreis: Es kommt ein Schiff geladen für Chor a cappella[12]
- Helmut Walcha: Es kommt ein Schiff geladen für Frauenchor a cappella
- Oliver Gies: Es kommt ein Schiff geladen für Chor a cappella[13]
- Ansgar Kreutz: Meditation über Es kommt ein Schiff geladen für Soli, Chor und Instrumente (2014) oder Chor und Orgel[14]
- Jan Wilke: Es kommt ein Schiff, geladen für Chor a cappella (2015)[15]